# Presidente de la Unión Africana
El Presidente de la Unión Africana es el jefe ceremonial de la Unión Africana elegido por la Asamblea de Jefes de Estado y de Gobierno por un período de un año. Es rotatorio entre las cinco regiones de la Unión Africana.
El 9 de febrero de 2020 fue elegido presidente de la Unión Africana el presidente de Sudáfrica en la 33 Sesión Ordinaria de la Asamblea de Jefes de Estado y de Gobierno, sustituyendo a Abdel Fattah el- Sisi, presidente de Egipto.
Un candidato debe ser apoyado por al menos dos tercios de los Estados miembros o por consenso. Se espera que el presidente complete el período sin interrupción; por lo tanto, los países elegibles con elecciones inminentes pueden no ser elegibles.
El titular es el jefe ceremonial de la UA y, en esta capacidad, preside las cumbres bianuales y representa al continente en varios foros internacionales como las cumbres de la Tokyo International conference on African Development (TICAD), Foro para la Cooperación entre China y África (FOCAC), G8 y G20.

## Historia
En 2002, el presidente sudafricano Thabo Mbeki asumió el cargo de presidente inaugural de la Unión Africana. El puesto rota anualmente entre las cinco regiones geográficas de África; y a lo largo de los años ha asumido el siguiente orden: África oriental, septentrional, meridional, central y occidental.
En enero de 2007, la asamblea eligió al presidente de Ghana, John Kufuor, en vez del presidente de Sudán, Omar al-Bashir, según algunas fuentes, debido al conflicto en curso en Darfur. El gobierno de Chad amenazó con retirar su membresía si Sudán asumía la presidencia. Algunos habían sugerido a Tanzania como un candidato de compromiso de la región de África Oriental. Por consenso, Ghana fue elegida en cambio porque estaba celebrando su 50 aniversario de independencia ese año. [5]
En enero de 2010, el líder libio Muammar Gaddafi intentó sin éxito extender su mandato un año más, diciendo que se necesitaba más tiempo para implementar su visión de los Estados Unidos de África, de la cual él era un firme defensor. Libia era en ese momento uno de los mayores patrocinadores financieros de la UA. La elección del presidente ecuatoguineano Teodoro Obiang Nguema Mbasogo en enero de 2011 fue criticada por activistas de derechos humanos porque socavaba el compromiso de la UA con la democracia.
El presidente de la República congoleña, Denis Sassou Nguesso, y el presidente de Zimbabue, Robert Mugabe, han dirigido la UA y su predecesora, la Organización de la Unidad Africana, durante los mandatos 1986–88 y 2006–07, y 1997–98 y 2015–16 respectivamente.

## Oficina de la Asamblea de Jefes de Estado y de Gobierno
La oficina está formada por el presidente, cuatro vicepresidencias y un relator que se encarga de asistir al presidente. Sus miembros son elegidos para un mandato de un año durante la sesión ordinaria de la Asamblea de la Unión Africana. Sus componentes deben ser elegidos de forma rotatoria entre las regiones creadas por la Unión Africana.
| Imagen | Titular                | País       | Región            | Puesto                          |
| ------ | ---------------------- | ---------- | ----------------- | ------------------------------- |
|        | Évariste Ndayishimiye  | Burundi    | Este de África    | Primer vicepresidente           |
|        | John Mahama            | Ghana      | África Occidental | Segundo Vicepresidente          |
|        | Samia Suluhu           | Tanzania   | África Occidental | Tercera Vicepresidenta          |
|        | Mohamed Ould Ghazouani | Mauritania | Norte de África   | Cuarto Vicepresidente (Relator) |